# Halo (automobile)
Pour les articles homonymes, voir Halo.

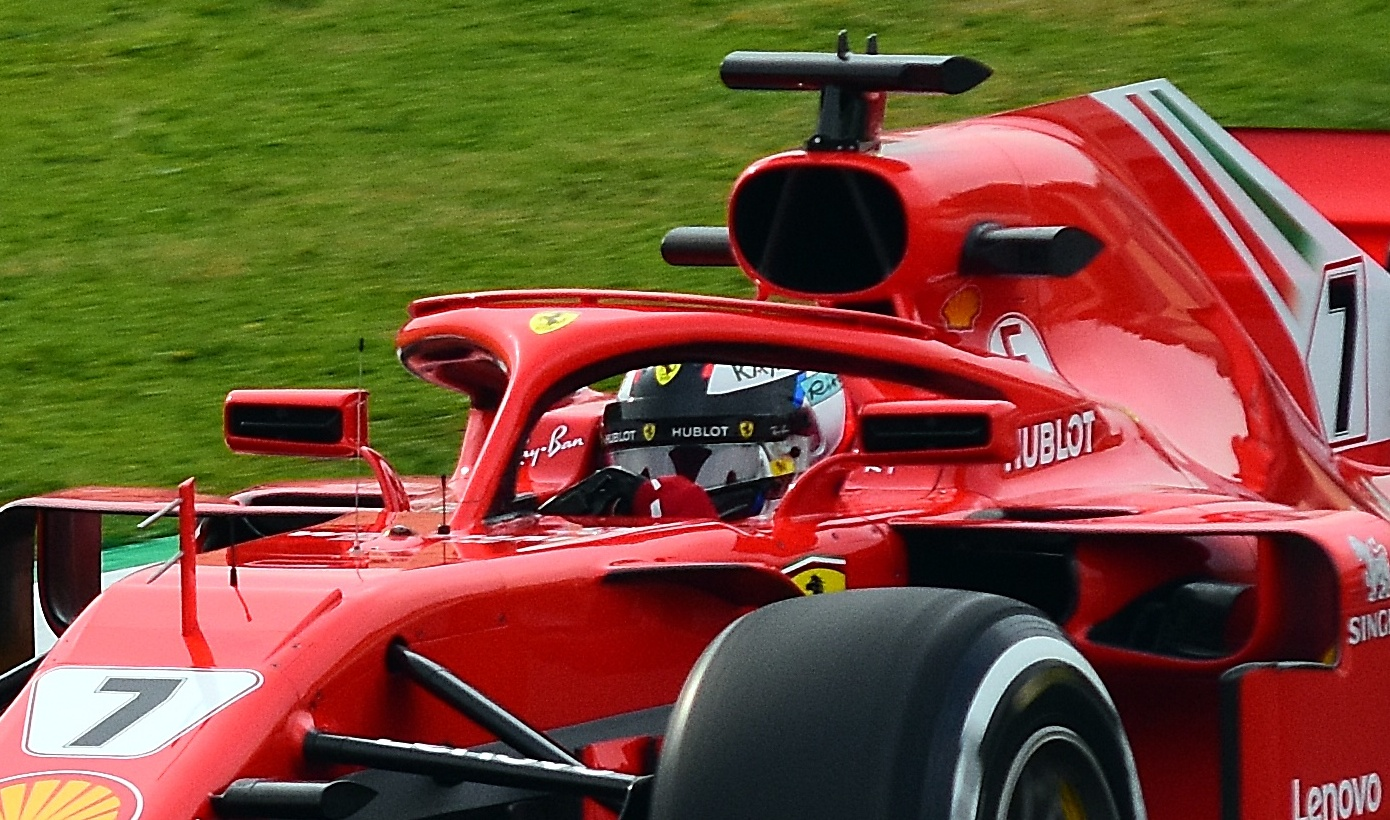
Un halo sur une Ferrari SF71H pilotée par Kimi Räikkönen.

Le halo, dispositif de sécurité, est une sorte d'arceau protégeant la tête du pilote automobile conduisant une monoplace dont l'habitacle est ouvert (comme en Formule 1). Il consiste en une barre incurvée, en titane, solidaire du châssis du véhicule en trois points et placée dans la ligne de mire du pilote. Cet élément permet d'être protégé en cas de retournement ou de choc frontal direct. Le halo est une structure de protection à la fois latérale et frontale du cockpit.
Le système a été introduit en 2015 proposé par l'écurie allemande Mercedes. En compétition automobile, ce dispositif est rendu obligatoire pour la saison 2018 du championnat du monde de Formule 1 à la suite du règlement de la Fédération internationale de l'automobile (FIA) et dans la plupart des catégories de monoplaces de la FIA. Ce dernier faisant notamment suite à l'accident mortel du pilote français Jules Bianchi lors du Grand Prix automobile du Japon 2014.

## Conception du halo
Le halo est une structure en titane installée au dessus du cockpit des monoplaces et composée d'un arceau de sécurité fixé à la cellule de survie en deux points ainsi que d'un pilier vertical dans le champ de vision du pilote. La structure est destinée à éviter l'intrusion d'objet dans le cockpit, notamment les roues, une autre monoplace ou un rail de sécurité.
Le premier prototype était un modèle en acier testé sur l'ancienne base aérienne de RAF Bentwaters. Le halo a dévié sans difficulté un pneu de 20 kg catapulté à 225 km/h depuis un canon à azote. La Scuderia Ferrari a testé ce prototype recouvert de carbone durant les essais hivernaux de 2016.
Durant le Grand Prix d'Autriche 2016, une version plus légère en titane est introduite dans l'objectif d'élargir l'arc au-dessus de la tête du pilote et éviter que son casque ne heurte l'arceau. Des tests d'extraction de pilote ont été exécutés avec succès, conformément au règlement qui imposait que le pilote puisse s'extraire de la monoplace en moins de cinq secondes, temps allongé à sept secondes compte tenu de l'encombrement du halo et de l'appui du pilote sur ce dernier.
Durant les séances libres du vendredi des saisons 2016 et 2017, le halo subit d'autres tests avant son adoption en 2018.
L'entreprise allemande CP Tech est chargée de sa fabrication.

## Critiques
Bien que quinze études sur dix-sept menées par la FIA démontrent un résultat bénéfique en cas d'accident grave, le halo reçoit quelques critiques avant son introduction.
Niki Lauda dit par exemple que ce système détruit l'ADN d'une voiture de Formule . Max Verstappen et Nico Hülkenberg détestaient le halo et Lewis Hamilton disait ne pas aimer son apparence mais qu'ils s'y habitueront au fur et à mesure de la saison.
Plusieurs écuries, ainsi que Jean Todt et Bernie Ecclestone, s'opposent à son introduction en 2017 tout en restant ouverts à des systèmes similaires dans le futur. La principale critique concerne sa visibilité et donne la priorité à la conception d'un système de bouclier transparent similaire à celui proposé par Red Bull Racing. Ce dernier avait été préféré par Esteban Ocon, Valtteri Bottas et Pascal Wehrlein contrairement à Nico Hülkenberg et Romain Grosjean qui ne l'appréciaient pas.
Le halo a surtout souffert d'une impopularité initiale auprès des fans qui trouvaient l'ensemble visuellement inesthétique, à l'opposé de la course en cockpit ouvert, et le considérant comme une obstruction à la visibilité du pilote.
Certains pilotes, dont Jackie Stewart, ont très bien accueilli le halo et l'ont comparé à l'introduction de la ceinture de sécurité, tout autant critiquée avant de devenir une norme dans l'automobile. Fernando Alonso expliquait notamment que l'ajout d'un dispositif de sécurité ne devait pas être sujet à débat.

## Pilotes protégés par le halo
- Charles Leclerc a été protégé lors du Grand Prix de Belgique 2018 lorsque Fernando Alonso, percuté par Nico Hülkenberg, a décollé puis est retombé sur sa Sauber, une roue avant de la McLaren frottant sur le halo de Leclerc.
- Romain Grosjean a survécu à un grave accident pendant le Grand Prix automobile de Bahreïn 2020. Après un contact avec Daniil Kvyat, sa monoplace a percuté à pleine vitesse le rail de sécurité en métal, s'est brisée en deux, a pris feu instantanément, la cellule de survie s'encastrant entre deux rangées du rail.
- Lewis Hamilton a été protégé lors du Grand Prix d'Italie 2021 quand, après un accrochage, la Red Bull de Max Verstappen est retombée sur le cockpit de sa Mercedes[7].

Le week-end du 3 juillet 2022, alors que la Formule 1 et la Formule 2 se rendent sur le circuit de Silverstone, deux pilotes sont sauvés par le Halo.
- Roy Nissany pousse son adversaire Dennis Hauger en dehors des limites de piste à la fin du premier tour ; dans l'herbe, le Norvégien ne peut ralentir alors que les pilotes foncent vers l'avant-dernier virage. Soulevée par un vibreur, sa monoplace s'envole et percute celle de Nissany à hauteur du cockpit. Le halo fait son travail en déviant la voiture d'Hauger[8].
- Zhou Guanyu a été protégé après un accrochage pendant le Grand Prix de Grande-Bretagne 2022 où sa monoplace s'est retournée avant de percuter violemment le grillage ; le halo a été brisé durant l'accident.